# Cantonul Auberive
Cantonul Auberive este un canton din arondismentul Langres, departamentul Haute-Marne, regiunea Champagne-Ardenne, Franța.

## Comune
| Comune               | Populație (1999) | Cod poștal | Cod INSEE |
| -------------------- | ---------------- | ---------- | --------- |
| Arbot                | 82               | 52160      | 52016     |
| Auberive             | 205              | 52160      | 52023     |
| Aulnoy-sur-Aube      | 47               | 52160      | 52028     |
| Bay-sur-Aube         | 54               | 52160      | 52040     |
| Vals-des-Tilles      | 162              | 52160      | 52094     |
| Colmier-le-Bas       | 31               | 52160      | 52137     |
| Colmier-le-Haut      | 67               | 52160      | 52138     |
| Germaines            | 34               | 52160      | 52216     |
| Mouilleron           | 25               | 52160      | 52344     |
| Poinsenot            | 38               | 52160      | 52393     |
| Poinson-lès-Grancey  | 62               | 52160      | 52395     |
| Praslay              | 58               | 52160      | 52403     |
| Rochetaillée         | 147              | 52210      | 52431     |
| Rouelles             | 27               | 52160      | 52437     |
| Rouvres-sur-Aube     | 102              | 52160      | 52439     |
| Saint-Loup-sur-Aujon | 144              | 52210      | 52450     |
| Ternat               | 46               | 52210      | 52486     |
| Villars-Santenoge    | 115              | 52160      | 52526     |
| Vitry-en-Montagne    | 41               | 52160      | 52540     |
| Vivey                | 54               | 52160      | 52542     |